# Glypta pedata
Glypta pedata là một loài tò vò trong họ Ichneumonidae.